# Скотт, Дьюкинфилд Генри
Дьюкинфилд Генри Скотт (англ. Dukinfield Henry Scott; 28 ноября 1854, Лондон, Великобритания — 29 января 1934, Окли, Великобритания) — английский ботаник.
Член Лондонского королевского общества (1894), член-корреспондент Парижской академии наук (1925).

## Биография
Родился Дьюкинфилд Генри Скотт 28 ноября 1854 года в Лондоне. В 1876 году окончил Оксфордский университет. С 1880 по 1882 год стажировался в лаборатории Ю. Сакса в Вюрцбурге. С 1882 по 1892 год занимал должность преподавателя Лондонского университета. С 1892 по 1906 году работал в ботаническом саду в Кью. В 1906 году решил выйти на пенсию и переселиться в город Окли, где провёл 28 последних лет своей жизни.
Скончался Дьюкинфилд Генри Скотт 29 января 1934 года в Окли.

## Научные работы
Основные научные работы посвящены палеоботанике.
- В разработке эволюционных проблем придерживался теории Чарлза Дарвина.
- Провёл анатомо-морфологические исследования многих групп ископаемых растений.
- 1903 — Совместно с Ф. Оливером[англ.] открыл и описал семенные папоротники девонского периода.

## Научные труды
- Исследования по палеоботанике, 1900.
- Эволюция растительного мира, 1927.

## Членство в обществах
- Член Лондонского Линеевского общества.

## Награды и премии
- 1906 — Королевская медаль:

«For his investigations and discoveries in connection with the structure and relationship of fossil plants».
- 1921 — Золотая медаль Лондонского Линнеевского общества.
- 1926 — Медаль имени Чарльза Дарвина:

«За его вклад в палеоботанику, особенно за вклад в изучение каменноугольного периода».
- 1928 — Медаль Волластона.
- Лауреат многих других научных наград.

## Список использованной литературы
- Скотт (Scott) Дьюкинфилд Генри // Сафлор — Соан. — М. : Советская энциклопедия, 1976. — С. 525. — (Большая советская энциклопедия : [в 30 т.] / гл. ред.  А. М. Прохоров ; 1969—1978, т. 23).
- Биологи. Биографический справочник. — Киев.: Наук. думка, 1984. — 816 с.: ил